# Giuseppe Amari
Giuseppe Amari (Bagnolo San Vito, 18 settembre 1916 – Marano di Valpolicella, 8 agosto 2004) è stato un vescovo cattolico italiano.

## Biografia
Nacque a San Nicolò Po, frazione di Bagnolo San Vito, in provincia e diocesi di Mantova, il 18 settembre 1916.

### Formazione e ministero sacerdotale
Il 16 giugno 1940 fu ordinato presbitero, nella cattedrale di Mantova, da Domenico Menna, vescovo di Mantova.
Dopo l'ordinazione fu dapprima archivista presso la Curia mantovana; si iscrisse poi alla facoltà di storia ecclesiastica a Roma, dove ottenne la laurea nel 1949. Tornato in diocesi, fu pure insegnante di patristica e liturgia nel seminario maggiore di Mantova, del quale fu rettore dal 1952 al 1973.

### Ministero episcopale
Il 5 marzo 1973 papa Paolo VI lo nominò vescovo di Cremona; succedette a Danio Bolognini, deceduto il 2 dicembre 1972. Ricevette l'ordinazione episcopale il 18 marzo successivo, nella basilica di Sant'Andrea a Mantova, da Carlo Ferrari, vescovo di Mantova, co-consacranti Virginio Dondeo, vescovo di Orvieto e di Todi, e Natale Mosconi, arcivescovo di Ferrara. Il 5 aprile fu ricevuto in udienza dal presidente della Repubblica Italiana Giovanni Leone per prestare il giuramento previsto dal concordato allora in vigore.
Il 15 maggio 1978 lo stesso pontefice lo trasferì alla diocesi di Verona, dove succedette a Giuseppe Carraro, dimessosi per raggiunti limiti di età. Il 25 giugno seguente prese possesso della diocesi.
Nel 1990, durante il sequestro della piccola Patrizia Tacchella, si offrì come ostaggio al posto della bambina e successivamente cercò di intavolare delle trattative con i sequestratori.
Il 30 giugno 1992 papa Giovanni Paolo II accolse la sua rinuncia, presentata per raggiunti limiti di età, al governo pastorale della diocesi di Verona; gli succedette il vescovo Attilio Nicora, fino ad allora delegato della presidenza della Conferenza Episcopale Italiana per l'attuazione degli Accordi concordatari con l'Italia.
Da vescovo emerito si ritirò a Marano di Valpolicella, dove morì l'8 agosto 2004 a seguito di una lunga malattia. Dopo le esequie, celebrate il 12 agosto, fu sepolto nella cappella del Santissimo Sacramento della cattedrale di Verona.

## Genealogia episcopale e successione apostolica
La genealogia episcopale è:
- Cardinale Scipione Rebiba
- Cardinale Giulio Antonio Santori
- Cardinale Girolamo Bernerio, O.P.
- Arcivescovo Galeazzo Sanvitale
- Cardinale Ludovico Ludovisi
- Cardinale Luigi Caetani
- Cardinale Ulderico Carpegna
- Cardinale Paluzzo Paluzzi Altieri degli Albertoni
- Papa Benedetto XIII
- Papa Benedetto XIV
- Cardinale Enrico Enriquez
- Arcivescovo Manuel Quintano Bonifaz
- Cardinale Buenaventura Córdoba Espinosa de la Cerda
- Cardinale Giuseppe Maria Doria Pamphilj
- Papa Pio VIII
- Papa Pio IX
- Cardinale Raffaele Monaco La Valletta
- Cardinale Francesco Satolli
- Arcivescovo Giacinto Gaggia
- Arcivescovo Egisto Domenico Melchiori
- Vescovo Carlo Ferrari
- Vescovo Giuseppe Amari

La successione apostolica è:
- Vescovo Andrea Veggio (1983)

## Pubblicazioni
- Giuseppe Amari, Il concetto di storia in sant'Agostino, Roma, Edizioni Paoline, 1951.
- Giuseppe Amari, Attualità del carisma comboniano nella missionarietà della chiesa particolare, Verona, Novastampa, 1980.
- Giuseppe Amari, Riflessioni e linee di pastorale giovanile per educatori e giovani, Rivoli, Leumann.
- Giuseppe Amari et al, Nuove strategie pastorali: la Chiesa degli anni Novanta, Cinisello Balsamo, Edizioni Paoline, 1989, ISBN 9788821518232.
- Giuseppe Amari et al, Progettare lo spazio del sacro, Verona, Ente fiere di Verona, 1990.
- Giuseppe Amari et al, I luoghi e lo spirito, Venezia, Arsenale, 1991.